# Darragh O'Mahony
Pour les articles homonymes, voir O'Mahony.
Darragh O'Mahony, né le 30 décembre 1997,, est un coureur cycliste irlandais.

## Biographie
Darragh O'Mahony participe à ses premières courses cyclistes à l'âge de seize ans. Il se forme au O’Leary Stone Kanturk Cycling Club. En parallèle de sa carrière sportive, il a mené des études en génie chimique à l'université de Limerick.
En 2015, il se distingue lors du Tour d'Irlande juniors en remportant une étape et en terminant deuxième du classement général. Il se classe également deuxième du championnat d'Irlande sur route juniors chez les juniors. Après ces résultats, il est sélectionné en équipe nationale pour disputer les championnats du monde de Richmond. Engagé sur la course en ligne juniors, il abandonne dès le premier tour du circuit à cause d'une chute.
Lors de ses deux premières saison espoirs (moins de 23 ans), il brille dans le calendrier national irlandais. Il obtient par ailleurs deux tops 10 en 2017 sur l'An Post Rás, au niveau UCI,. La même année, il participe à son premier Tour de l'Avenir. Il décide ensuite de rejoindre en 2019 le CC Nogent-sur-Oise, club français évoluant en division nationale 1. Sous ses nouvelles couleurs, il termine notamment troisième du Grand Prix du Pays d'Aix ou encore huitième du Grand Prix de Lillers-Souvenir Bruno Comini. Son printemps est malheureusement contrarié par une chute qui lui fracture une vertèbre. Convalescent, il est écarté des compétitions durant de longues semaines. 
En 2019, il devient champion d'Irlande sur route dans la catégorie espoirs. Il s’impose par ailleurs sur le Grand Prix de Saint-Hilaire-du-Harcouët. Toujours en France, il se classe douzième du Tour de Normandie. À partir du mois d'août, il rejoint l'équipe continentale irlandaise EvoPro Racing en tant que stagiaire. Il participe également avec l'équipe du Centre mondial du cyclisme au Tour de l’Avenir, où il s'échappe à plusieurs reprises.
Pour la saison 2020, il décide de rejoindre l'équipe continentale britannique SwiftCarbon. 

## Palmarès
| - 2015 - 4e étape du Tour d'Irlande juniors - 2e du championnat d'Irlande sur route juniors - 2e du Tour d'Irlande juniors - 2016 - Lacey Cup - 2017 - Newbridge Grand Prix - Rás Luimní - Des Hanlon Memorial - 1re étape du Tour d'Ulster - De Ronde Classic - 3e du Tour d'Ulster | - 2018 - 3e du Grand Prix du Pays d'Aix - 2019 - Champion d'Irlande sur route espoirs - Grand Prix de Saint-Hilaire-du-Harcouët - 2020 - 3e du championnat d'Irlande sur route |  |

## Classements mondiaux
| Année           | 2018   | 2019 | 2020 |
| --------------- | ------ | ---- | ---- |
| UCI Europe Tour | 1 618e | 923e | 461e |